# Runensteen van Rök

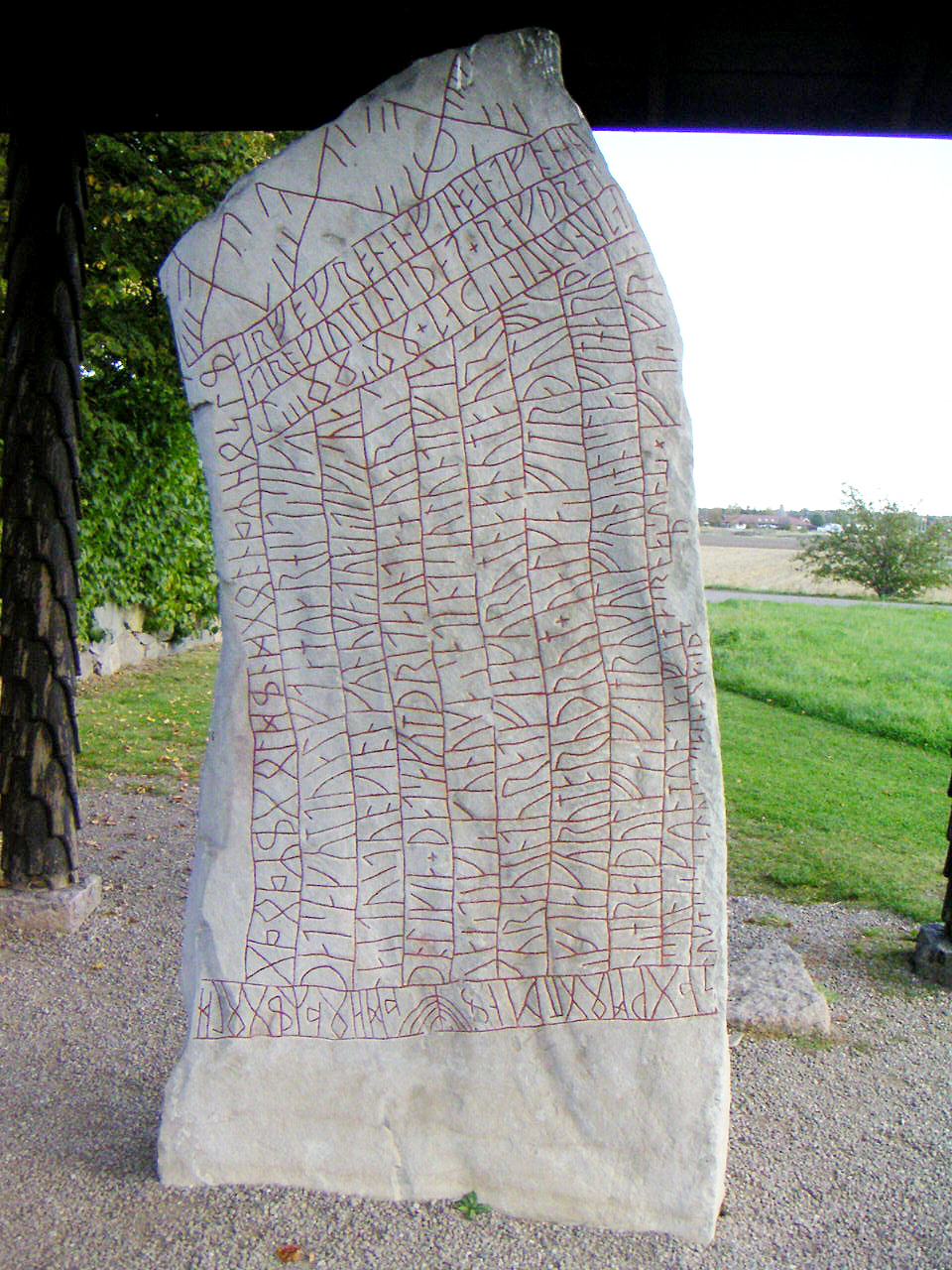
Westkant van de Runensteen

De Runensteen van Rök is een van de ongeveer 2000 runenstenen in Zweden.
Hij bevindt zich bij de kerk van Rök in de gemeente Ödeshög. Hij is 3,82 meter hoog en bevat een runentekst van 750 tekens in het Oudnoords. Het is daarmee de langst bekende runentekst.
De steen dateert vermoedelijk uit de 9e eeuw. In de 11e eeuw werd hij tijdens de kerstening in de plaatselijke tiendenschuur ingemetseld. Bij de afbraak van de kerk in 1840 werd, ondanks de aanwezigheid van het runenschrift de steen in het portaal van de nieuwe kerk ingemetseld. In 1862 werd hij er weer uitgehaald en op het kerkhof naast de kerk geplaatst, waar hij nu nog staat. Sinds 1933 staat hij er onder een afdak.